# ホビョ・スルタン国
ホビョ・スルタン国 (ソマリ語: Saldanadda Hobyo、アラビア語: سلطنة هوبيو)、またはオビア・スルタン国,は19世紀、現在のソマリア北西中部とエチオピア東部に位置したソマリ人の君主国である。ホビョ・スルタン国は1870年代にマジェルテーン・スルタン国のボコル・オスマン・マハムードの従兄弟、ユスフ・アリ・ケナディドに建国された。

## 行政
マジェルテーン・スルタン国と同様、ホビョ・スルタン国は存在した間、強力な中央集権力を発揮し、官僚機構、世襲の貴族、爵位を持つ貴族、国旗、職業軍人制度など、近代国家のすべての機構を備えていた。ホビョ・スルタン国はマジェルテーン・スルタン国と同様、ミギウルティニの人々が伝統と自由な社会を維持しようとした一つの例である。両スルタン国の活動に関しての文書記録は保存されており、現存している。

## 歴史

### スルタン国の台頭
当初、アリ・ユスフ・ケナディドの目指すところは、当時従兄弟であったボコル・オスマン・マハムドが支配していたホビョの隣国、マジェルテーン・スルタン国を掌握することだった。しかしこの挑戦は失敗に終わり、最終的にアリ・ユスフ・ケナディドはイエメンへの亡命を余儀なくされた。10年後となる1870年代、ケナディドはハドラミーの銃士の一団と献身的な副官たちを率いてアラビア半島から帰ってきた。銃士団の副官らの支援でケナディドは地元の氏族を打倒し、1878年にホビョを建国した。

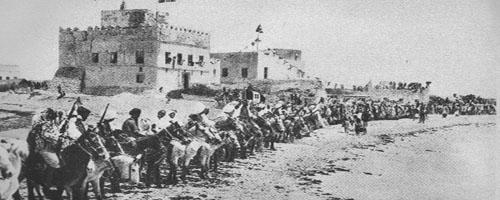
ホビョ・スルタン国の騎兵と砦

 19世紀の後半、当時ソマリアに存在した君主はどれもエチオピア、イギリス、イタリアのどれかの植民地帝国都条約を結んだ。 1888年末にスルタン・ケナディドはイタリアと条約を結び、ホビョをイタリアの保護領とした。ケナディドの宿敵であったボコル・オスマンも翌年、自らが統治するマジェルテーン・スルタン国をイタリア保護領とした。両スルタン国は自らの拡張主義的な目的を推し進めるために条約に署名した。ケナディドはボコル・オスマンのマジェルテーン・スルタン国との争いに加え、オマーン系のザンジバル・スルタン国とのワルシェイクに隣接する地域をめぐる争いにおいてイタリアの後援を利用しようとした。両スルタン国は協定を結ぶことでヨーロッパ諸帝国の対立する目的を利用し、自らの領地の独立を効果的に保障しようとした。
それぞれの条約の条項にはイタリアが両スルタン国の行政に干渉しないことが明記されていた。イタリアの武器支援と毎年の補助金の見返りとして、スルタンは最低限の監視と経済的な譲歩を認めた。イタリアはまた、スルタン国と自国の利益を促進するために数人の大使を派遣することを合意した。
しかし、スルタン・ケナディドがエミールのディーリイェ・グーレとサイイド・ムハンマド・アブドゥラー・ハッサンのダラーウィーシュ国に対抗するためイタリア軍をホビョに上陸させるというイタリアからの申し出を拒否した結果、イタリアとホビョの関係は険悪なものとなってしまった。イタリアから過度に脅威と見做されたケナディドは最終的にイエメンのアデンへ、さらにエリトリアへと追放され、ホビョ・スルタン国の王位継承者である息子のアリ・ユスフも同様に追放された。しかし、ソマリア南部とは異なり、北部のスルタン国はイタリアと以前に結んだ条約に基づいて直接的な支配の対象とはならなかった。

### オマル・サマタルの反乱
スルタンの力に勝利したとはいえ、民衆は戦わずしてイタリアの支配を受け入れることはなかった。ホビョの統治を任された弁務官トリヴルツィオはホビョ併合の前後にスルタン国の国境へと向かう武装した集団の動きを報告した。コルポ・ツァプティエがマジェルテーン・スルタン国への進出を続けるため準備を進めていた時、イタリアへの新たな脅威が出現した。スルタン・アリ・ユスフの指揮官の一人、オマル・サマタルが1925年11月9日にエル・ブールを攻撃し、占領した。地元の住民はオマルに味方し、オマルがエル・ブールで成功したのに続き、エル・ダヘレを占領すると、すぐにイタリアは本格的な激変に直面した。コルポ・ツァプティエはオマルからエル・ブールを奪還しようとしたが失敗した。11月15日までにイタリア軍はブド・ブドへと逃げ込んだが、道中、パルチザンに待ち伏せされ、戦力も戦意もかなり失っていた。イタリア軍は3度目の攻撃を計画したが、実行される前に作戦の指揮官スプレンドレッリ中佐がブド・ブドとブラ・バルデの間で待ち伏せに遭い殺された。イタリア軍の士気はどん底に落ち、オマルがホビョを奪還する体制に入ったため、ホビョは失われるかと思われた。この状況を打開するため、総督のデ・ヴェッキはイタリア領エリトリアに2個大隊の派遣を要請し、自ら指揮をとった。反乱はすぐにホビョの国境を超えてベナディールや西ソマリアにまで波及し、オマルはますます力を増していった。
ホビョでの惨事はローマにいるイタリアの政策立案者らにも衝撃を与えた。惨事はすぐにデ・ヴェッキ総督の責任とされ、総督の無能さがオマルの台頭を招いたとされた。ローマはエリトリアからの援軍を受け入れるようにデ・ヴェッキに指示したが、援軍はエリトリア大隊の司令官が指揮し、デ・ヴェッキはモガディシュに止まらせられ、行政的な役割に留めさせられるように指示された。司令官はデ・ヴェッキを介さずにローマに直接報告することになった。
状況は非常に混乱していたために、デ・ヴェッキは元スルタンであるアリ・ユスフを連れてからモガディシュに向かった。ムッソリーニはどんな手段を以てしてでもホビョの全土を再度征服し、マジェルテーンに進出すると誓った。アリ・ユスフの復権も検討された。しかし、ソマリアの諸氏族はすでにオマル・サマタルに味方したため、スルタンの復権は見た目ほどは実効性のある選択肢ではなかった。
援軍の到着前、デ・ヴェッキは分割して統治せよという古くからの戦術を選択し、イタリア軍を支持した氏族には多額の報酬、金銭、威信を与えた。古来、ソマリア国家の悩みの種であった氏族間対立を考えれば、この戦略がすぐに試みられなかったのは不思議なほどであり、反乱を鎮めるのにエリトリアからの援軍よりもはるかに成功した戦略となった。
反乱の勢いは止まり、エリトリアからの援軍で軍は大幅に増強されたため、イタリア軍は1925年12月26日、エル・ブールを奪還し、オマル・サマタルを西ソマリアへと撤退させることに成功した。
ガルカイヨ中心部にあるウマル・サマタル中学はオマル・サマタルの闘争と犠牲を偲び、オマル・サマタルの名を冠している。